# Église Saint-Nicolas de Čortanovci
Pour les articles homonymes, voir Église Saint-Nicolas.
L'église Saint-Nicolas de Čortanovci (en serbe cyrillique : Црква Светог Николе ; en serbe latin : Crkva Svetog Nikole) est une église orthodoxe serbe située à Čortanovci en Serbie, dans la municipalité d'Inđija et dans la province de Voïvodine. Construite dans la première moitié du XIXe siècle, elle est inscrite sur la liste des monuments culturels de grande importance de la république de Serbie (identifiant no SK 1288).

## Présentation

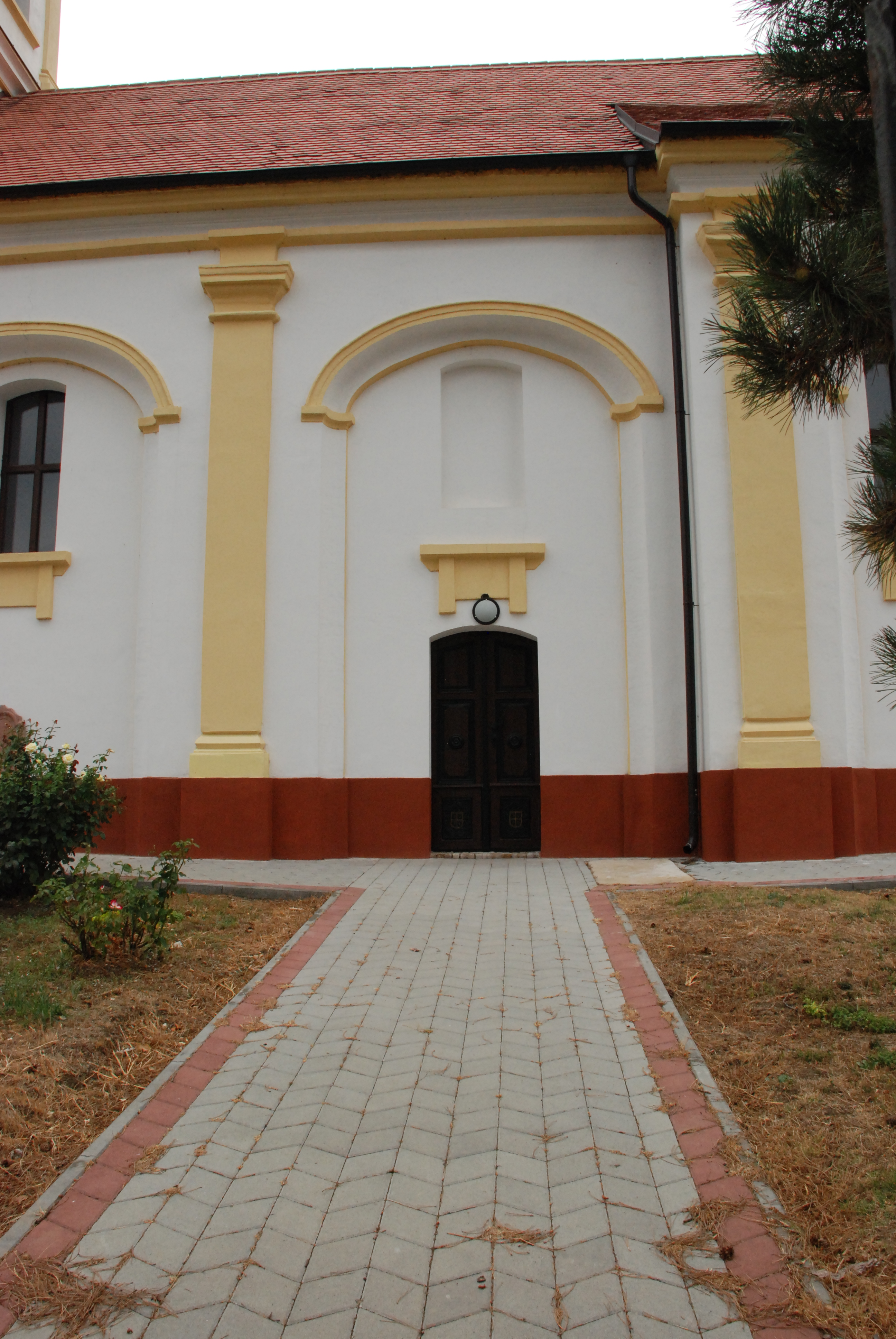
Portail d'entrée

Čortanovci est situé en lisière du massif de la Fruška gora, près de Sremski Karlovci. L'église Saint-Nicolas a été construite dans la première moitié du XIXe siècle, ainsi qu'en témoigne un contrat signé en 1827 entre la municipalité et Karl Haskije, un maître maçon originaire de Sremska Mitrovica. Elle est constituée d'une nef unique prolongé par une abside demi-circulaire et, à l'ouest, elle est dominée par un haut clocher. Les façades sont rythmées par des pilastres surmontés d'une corniche ; les fenêtres des façades nord et sud s'inscrivent dans des niches surmontées d'arcades.
L'iconostase a été construite par un maître inconnu ; elle remonte à la seconde moitié du XVIIIe siècle et se caractérise par son style baroque. Elle a été peinte peinte par Grigorije Jezdimirović, dans le style de Teodor Kračun, un peintre baroque avec qui il a travaillé à la décoration de l'iconostase de la cathédrale Saint-Nicolas de Sremski Karlovci. Elle était au départ prévue pour l'église de Ledinci et a été adaptée pour l'église de Čortanovci, avec l'adjonction de nouvelles sculptures et nouvelles peintures.